# Holex
Holex ist der Name einer Schokolade, die auf die 1894 gegründete Holex-Schokoladenwerke A.G. Bad Homburg zurückgeht. Heute wird unter dem Markennamen Holex Diätschokolade von der zur Frankonia Schokoladenwerke GmbH gehörenden Philipp Born Schokoladenfabrik im Friedrichsdorfer Stadtteil Seulberg hergestellt und vertrieben.

## Geschichte
Im Jahr 1876 errichtete der Konditor Franz Stroh am Gluckensteinweg 5 in Homburg eine Zuckerfabrik, die 1894 in den Besitz von Wilhelm Spies überging, der dort unter dem neuen Namen Chocoladen- und Conservenfabrik Taunus neben Obstkonserven auch die Produktion von Schokolade aufnahm. Neben Blockschokolade, Kakaopulver, Dragees und Schokoladenzigaretten wurde durch Zugabe von einem Liter Milch auf hundert Kilo Schokoladenmasse auch eine erste Vollmilchschokolade produziert. Die Lieferungen gingen in die Region bis nach Limburg an der Lahn. Ab 1906 wurden Beerensträucher und Obstbäume direkt hinter dem Haus angepflanzt und die Herstellung erntefrischer Marmelade und Konserven eingeführt. Hierzu wurden Anbauten und ein zweiter Schornstein errichtet. Als 1913 Wilhelm Spies wegen Konkurs ausschied, übernahm Direktor Paul Jungblut den Betrieb mit 60 Mitarbeitern und vertrieb seine Erzeugnisse fortan unter dem Markennamen Holex. In den Folgejahren wurde der Betrieb durch Anschaffung neuer, elektrisch betriebener Maschinen modernisiert.

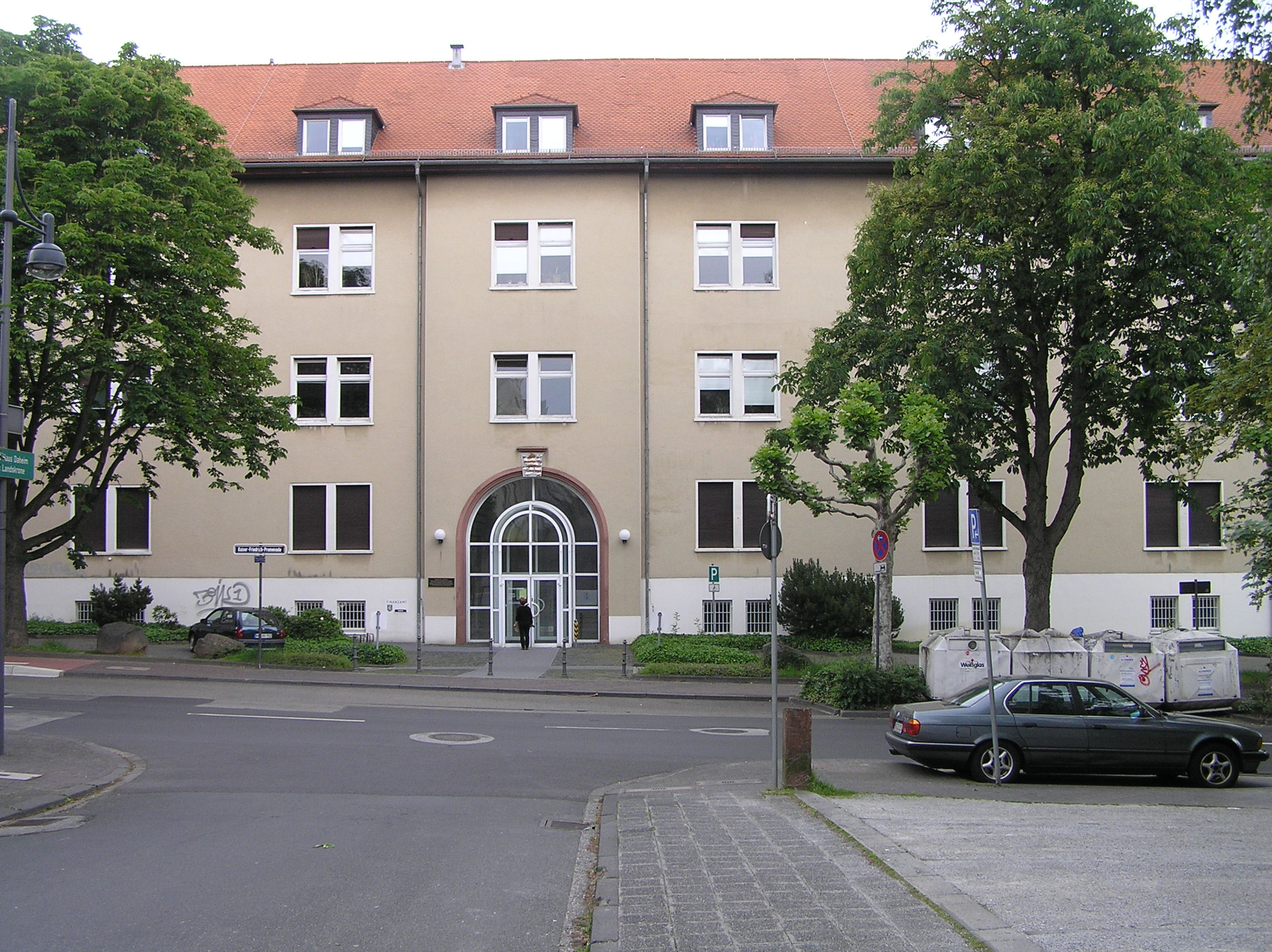
Kaserne Bad Homburg, zeitweise Standort der Firma

Nach dem Ersten Weltkrieg wurde die unrentable Marmelade- und Konservenherstellung eingestellt und das Unternehmen unter dem neuen Namen Holex-Schokoladenwerke A.G. Bad Homburg in eine Aktiengesellschaft umgewandelt. Steigende Nachfrage förderte in der Zeit der Weimarer Republik Wachstum und Expansion. Am Standort im Gluckensteinweg wurde nur noch Rohschokolade produziert und Verpackung, Lagerung und Versand in angemietete Räume der Kaserne in der Kaiser-Friedrich-Promenade 10 ausgelagert. Paul Jungblut starb mit 48 Jahren am 11. Januar 1926 im Bad Homburger Rathaus an einem Schlaganfall. Zu diesem Zeitpunkt waren bis zu 500 Arbeitskräfte beschäftigt, in der Mehrzahl Frauen. Ab 1928 kam es auch aufgrund der Weltwirtschaftskrise zu finanziellen Schwierigkeiten und in Folge 1929 zur Insolvenz.
Der bisherige technische Betriebsleiter Philipp Born, der Forderungen an seinen Arbeitgeber hatte, übernahm als Ausgleich größere Mengen von Halbfabrikaten sowie den Markennamen aus der Konkursmasse. Am 14. April 1929 gründete er die Philipp Born Schokoladenfabrik und errichtete 1930 eine eigene Schokoladenfabrikation in der Wiesenbornstrasse 3, um Holex-Schokolade weiterhin zu produzieren und zu vertreiben. Neu entwickelte Produkte speziell für den Kurbetrieb, wie die Born’sche Diätschokolade, erweiterten das Angebot. Das Konkursverfahren der Holex-Schokoladenwerke AG endete 1933. Die alte Schokoladenfabrik im Glucksteinweg wurde ab 1932 bis zum Fall des Schornsteins 1934 abgerissen.
Nach abgeschlossenem Studium der Betriebswirtschaftslehre an der Johann Wolfgang Goethe-Universität Frankfurt am Main trat Wilhelm (Willi) Born 1936 in den Betrieb seines Vaters mit ein.
Zu Beginn der 1950er Jahre wurde die Fabrik wieder aufgebaut und die Produktion von Schokolade und Pralinen für Diabetiker unter der Marke Holex wieder aufgenommen.
Ab dem 1. Juli 1972 befand sich die Philipp Born Schokoladenfabrik  nach einer Standortverlegung im Friedrichsdorfer Stadtteil Seulberg.
Am 9. November 1978 wurde das Unternehmen Philipp Born GmbH Schokoladenfabrik und Nahrungsmittel gegründet. 1989 wurde die  Philipp Born GmbH von der 1869 als Schokoladenfabrik in Würzburg errichteten Frankonia Schokoladenwerke GmbH in Veitshöchheim übernommen.